# 北条時兼
北条 時兼（ほうじょう ときかね、文永3年3月11日（1266年4月17日） - 永仁4年6月14日（1296年7月15日））は、鎌倉時代中 - 後期の北条氏の一族。普恩寺 時兼（ふおんじ ときかね）とも呼ばれる。
父は普恩寺流の北条業時、母は北条政村の娘。父が陸奥守であったことから陸奥三郎と呼ばれる。極官は『尊卑分脈』によれば尾張守、従五位下。子には鎌倉幕府第13代執権となった北条基時がいる。
弘安9年（1286年）に四番引付頭人、永仁3年（1295年）に評定衆であったことが確認される。31歳で没。